# Valérie Bluge
Vous pouvez aider à l'améliorer ou bien discuter des problèmes sur sa page de discussion.
- Il ne s’appuie pas, ou pas assez, sur des sources secondaires ou tertiaires. (Marqué depuis novembre 2024)
- Son texte doit être wikifié : il ne correspond pas à la mise en forme Wikipédia (style, typographie, liens internes, liens entre les wikis, etc.). (Marqué depuis octobre 2024)
- Il est orphelin : moins de trois articles lui sont liés. Aidez à ajouter des liens en plaçant le code [[Valérie Bluge]] dans les articles relatifs au sujet. (Marqué depuis octobre 2024)

- Archive Wikiwix
- Bing
- Cairn
- DuckDuckGo
- E. Universalis
- Gallica
- Google
- G. Books
- G. News
- G. Scholar
- Persée
- Qwant
- (zh) Baidu
- (ru) Yandex
- (wd) trouver des œuvres sur Wikidata

 (octobre 2024).
L'article doit être relu — et modifié si nécessaire — par des contributeurs indépendants pour apporter un regard critique aux contributions effectuées en violation des conditions d'utilisation de Wikipédia, tant sur la forme (notamment concernant le style encyclopédique, la proportionnalité) que sur le fond (la neutralité de point de vue, la qualité et l'indépendance des sources).
Valérie Bluge est une enseignante et députée wallonne pour le Mouvement Réformateur. Après un parcours dans l’enseignement et dans le cabinet de la ministre Valérie Glatigny, elle est membre du Parlement wallon et du Parlement de la Fédération Wallonie-Bruxelles.

## Enfance, vie privée
Elle est née le 13 février 1977 à Lobbes et habite le quartier de Sainte-Walburge en Cité ardente. Valérie Bluge est belge par sa mère et française par son père. Dans sa vie privée, Valérie Bluge est mariée et maman d’une fille née en 2002.

## Formation
Elle est titulaire depuis 2015 d’un master en sciences de l'éducation de l'Université de Liège.

## Carrière professionnelle
De mars 2021 à juillet 2024, elle a travaillé au sein du cabinet de la ministre Valérie Glatigny, et Françoise Bertieaux par la suite, pour la compétence des Maisons de justice.

## Carrière politique
En juillet 2024, elle devient députée au Parlement wallon et au Parlement de la Communauté française, en remplacement de Fabian Culot, démissionnaire.
Au Parlement wallon, elle est vice-présidente de la Commission du Tourisme et du Patrimoine et également membre du Conseil parlementaire interrégional (CPI) Grande Région.
Au Parlement de la Fédération Wallonie-Bruxelles, elle est membre titulaire de la Commission du Budget, de l'Enseignement supérieur et des Bâtiments scolaires. Elle est également membre titulaire de la Commission de l'Enfance, de la Jeunesse, de l'Aide à la jeunesse, des Maisons de justice, de la Santé, des Droits des femmes et de l'Egalité des chances.